# 맹꽁이자물쇠

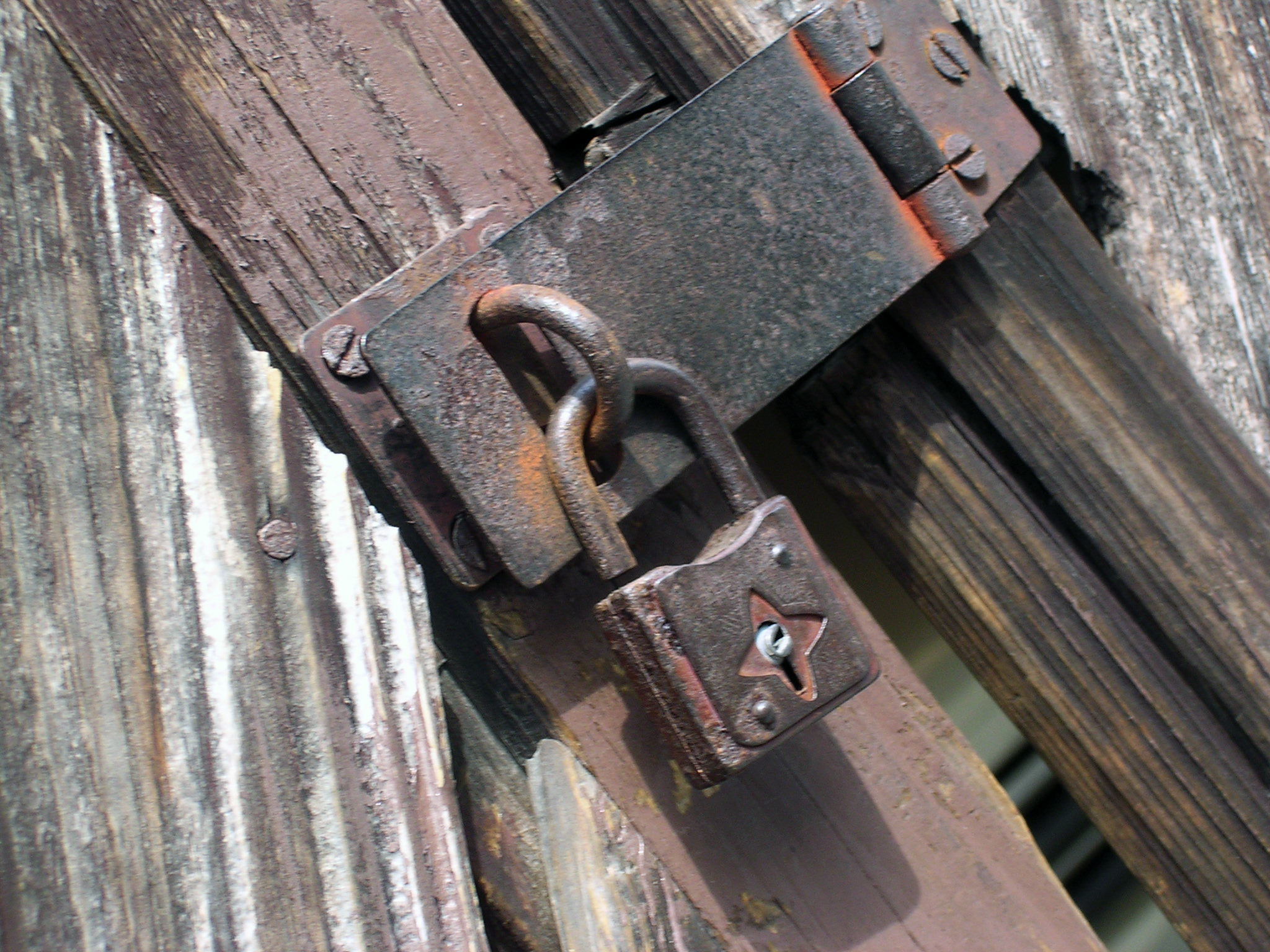

맹꽁이자물쇠(padlock)는 고리에 걸어서 고정시키는 휴대용 자물쇠다.
기원전 500년-기원후 300년 사이 로마 시대에서부터 사용되었다.
몸체, 족쇄, 자물쇠의 세 부분으로 이루어져 있다. 족쇄는 보통 U자형의 금속으로, 맹꽁이자물쇠로 보호할 고리 부분에 삽입되는 역할을 한다. 맹꽁이자물쇠를 열면 족쇄가 돌아가거나 몸통에서 빠져나온다.